# Клаудіу Кешерю
Клаудіу Кешерю (рум. Claudiu Keșerü, нар. 2 грудня 1986, Орадя) — румунський футболіст, нападник болгарського клубу «Черно море».

## Клубна кар'єра
Народився 2 грудня 1986 року в місті Орадя. Вихованець футбольної школи клубу «Бігор». Дорослу футбольну кар'єру розпочав 2002 року в основній команді того ж клубу, якій того ж сезону допоміг вийти до вищого дивізіону Румунії, взявши участь у 13 матчах чемпіонату і забивши 2 голи. У сезоні 2003/04 дебютував у складі команди в Дивізії А, проте зігравши лише в двох матчах чемпіонату (1 гол), 9 серпня 2003 року був проданий у французький «Нант».
Спочатку виступав у другій команді в четвертому за рівнем дивізіоні Франції. Після першого сезону був переведений в першу команду, проте програв конкуренцію малійському форварду Мамаду Діалло і виходив на поле не дуже часто. За підсумками сезону 2006/07 «Нант» зайняв останнє місце в Лізі 1 та понизився у класі. Навіть після цього Кешерю не зміг закріпитись в команді і на початку 2008 року був відданий в оренду в інший клуб Ліги 2 «Лібурн». За нього до кінця сезону Клаудіу зіграв 17 матчів та забив 11 голів, проте не врятував команду від вильоту до третього дивізіону.
Повернувшись влітку в «Нант», який за відсутності румунського форварда вийшов назад в Лігу 1, Кешерю продовжив залишатись резервним форвардом команди, зігравши до кінця року лише 9 матчів (1 гол). Через це Клаудіу знову змушений був повернутись в Лігу 2, цього разу виступаючи в оренді за «Тур», за який у другій половині сезону 2008/09 зіграв 12 матчів та забив 7 голів.
Новий сезон 2009/10 Кешерю знову розпочав в «Нанті», який вилетів в Лігу 2. Проте цього разу румунський легіонер не зміг до кінця року забити жодного м'яча в чемпіонаті за 10 ігор, через що у лютому 2010 року вкотре був відданий в оренду в клуб Ліги 2 «Анже». До кінця сезону Кешерю провів 14 матчів, в яких забив 4 голи, після чого влітку 2010 року «Анже» остаточно викупила контракт гравця. Після цього Кешерю провів за клуб ще 3 сезони і в 100 матчах забив 33 голи.
Влітку 2013 року Кешерю повернувся до Ліги 1, перейшовши в «Бастію». 31 серпня він забив перший гол за клуб в чемпіонаті, проте надалі справи в команді не заладились і він до кінця року більше не забив жодного м'яча.
14 лютого 2014 року на правах вільного агента підписав контракт з румунським «Стяуа». 15 серпня побив клубний рекорд, забивши 6 м'ячів в одному матчі чемпіонату проти «Пандурія» (6:0). 18 вересня 2014 року, в матчі першого туру групового етапу Ліги Європи УЄФА проти данського «Ольборга» (6:0), Кешерю забив три голи у проміжок в 12 хвилин, між 61 і 72 хвилини, ставши найшвидшим автором хет-трику в історії турніру.
17 лютого 2015 року підписав контракт з катарським «Аль-Гарафа», а 13 серпня 2015 року перейшов до болгарського «Лудогорця». В сезоні 2016-17 з 22 забитими голами став найкращим бомбардиром болгарського чемпіонату.

## Виступи за збірні
Протягом 2004–2008 років залучався до складу молодіжної збірної Румунії. На молодіжному рівні зіграв у 25 офіційних матчах, забив 6 голів.
11 жовтня 2013 року дебютував в офіційних іграх у складі національної збірної Румунії у відбірковому матчі на чемпіонат світу 2014 року проти збірної Андорри (4:0), в якому забив перший гол румунів в матчі.

## Титули і досягнення

### Командні
- Чемпіон Румунії (1):

«Стяуа»: 2013-14
- Чемпіон Болгарії (6):

«Лудогорець»: 2015-16, 2016-17, 2017-18, 2018-19, 2019-20, 2020-21
- Володар Суперкубка Болгарії (3):

«Лудогорець»: 2018, 2019, 2021

### Особисті
- Найкращий бомбардир чемпіонату Болгарії: 2016-17 (22 голи), 2017-18 (26 голів), 2020-21 (18 голів)
- У символічній збірній Ліги 2[en]: 2012-13
- Гравець місяця у Лізі 2[fr]: квітень 2008, квітень 2009, квітень 2010, січень 2013, березень 2013